# Mehan (Oklahoma)
Mehan est une census-designated place du comté de Payne, dans l'État d'Oklahoma, aux États-Unis. En 2020, elle compte une population de 34 habitants.